# 布特基夫卡
49°23′18″N 38°56′7″E / 49.38833°N 38.93528°E
布特基夫卡（烏克蘭語：Бутківка）是位於烏克蘭東部的村莊，由盧甘斯克州舊比利斯克區的舊比利斯克市鎮負責管轄。該村始建於1965年，面積0.74平方公里，海拔高度77米，2001年人口262，人口密度每平方公里355.5人。